# Kulon
Kulon (fr. coulomb, znak: C) je izvedena jedinica SI sustava za električni naboj. Ime je dobila po Charles-Augustin de Coulombu.

## Definicija
Jedan kulon je količina električnog naboja koju prenese električna struja od jednog ampera protječući jednu sekundu.
{\displaystyle \mathrm {C=A\cdot s} }

## Obrazloženje
Kulon je i jedinica za električni tok (pogledaj Gaussov zakon).
U suštini se kulon može definirati pojmovima naboja elektrona ili elementarnog naboja. Otkako su Josephsonova konstanta (CIPM (1988) preporuka 1, PV 56; 19) i von Klitzingova konstanta (CIPM (1988) preporuka 2, PV 56; 20) dane kao konvencionalne vrijednosti (KJ ≡ 4,835 979·1014 Hz/V i RK ≡ 2,5812807·104 Ω), moguće je kombinacijom njihovih vrijednosti formirati alternativnu (još nije službeno potvrđena) definiciju kulona. Kulon je tada jednak točno 6,24150962915265·1018 elementarnih naboja.

## Pretvorba
- Jedan mol elektrona (približno 6,022·1023, ili Avogadrov broj) je poznat kao faradej (odnosno −1 faradej, jer elektroni imaju negativni naboj). Jedan faradej je jednak 96,4853415 kC (Faradejeva konstanta). U izrazu s Avogadrovim brojem (NA), jedan kulon je približno jednak 1,036 · NA ·10−5 elementarnog naboja.

- Jedan amper·sat (Ah) = 3600 C

- Elementarni naboj iznosi približno 160,2176 zC.

## Pogledaj
- Električna struja
- Faradejeva konstanta
- amper